# L'Espunyola
L'Espunyola är en kommun i Spanien.   Den ligger i provinsen Província de Barcelona och regionen Katalonien, i den östra delen av landet, 500 km öster om huvudstaden Madrid. Antalet invånare är 255. Arean är 36 kvadratkilometer. L'Espunyola gränsar till Capolat, Avià, Montclar, Casserres, Montmajor och Navès. 
Terrängen i L'Espunyola är kuperad norrut, men söderut är den platt.